# Olivia Drost
Olivia Vugrin Flindt Drost (født. 15. marts 2000) er en dansk fodboldspiller, der spiller forsvar for Brøndby IF i Gjensidige Kvindeligaen.
Hun har tidligere spillet for både B.93 og Ballerup-Skovlunde Fodbold.
Drost har optrådt for U/16-landsholdet få gange og U/17-landsholdet flere gange i perioden mellem 2016 til 2017.

## Privat
Olivia Drosts far er fra Kroatien. Derfra stammer hendes ikke helt danske mellemnavn Vugrin. Hun er desuden lillesøster til Oliver Drost, der til daglig spiller for AC Horsens. Hendes fætter er fodboldspilleren Emil Berggreen, der spiller for hollandske FC Twente.